# Alex Boraine
Alexander „Alex“ Lionel Boraine (* 10. Januar 1931 in Pinelands, Kapstadt; † 5. Dezember 2018 in Constantia, Kapstadt) war ein südafrikanischer Theologe der methodistischen Kirche, Politiker der Progressive Federal Party und Anti-Apartheid-Aktivist.

## Leben
Alex Boraine wuchs als jüngstes von drei Kindern des Ehepaars Isa und Michael Charles George Boraine im Kapstädter Vorort Pinelands auf. Zum Zeitpunkt seiner Geburt war sein Vater infolge der Great Depression arbeitslos. In den Kriegsjahren besuchte er im benachbarten Stadtteil Maitland die Junior School und die Maitland High School. Als einer seiner Brüder 1944 bei Kriegshandlungen der South African Army fiel, brach Alex Boraine im Alter von 14 Jahren seine Schullaufbahn ab und nahm eine Tätigkeit bei einer Mineralölfirma auf. Während dieser Zeit bewegten ihn Überlegungen zu seinem weiteren Lebensweg. Ein Laienprediger der methodistischen Kirche gewann auf ihn Einfluss, wodurch Boraine in den Kirchendienst übertrat. Seine ersten diesbezüglichen Aktivitäten begannen mit Gemeindearbeit in den damaligen Vororten Pinelands, Goodwood und Epping. Seine Kirche unterhielt im Stadtteil Kensington eine Sonntagsschule für Coloured-Kinder. Dadurch kam er erstmals mit den verfestigten Armutsproblemen dieser Bevölkerungsgruppe in Verbindung. Nach einigen Vorbereitungsstudien konnte Boraine sich 1954 an der Rhodes-Universität als Student einschreiben, wo er 1956 in den Hauptfächern Bibelkunde und Systematische Theologie einen Bachelor erwarb und nun seine Ordination bei der Methodist Church of Southern Africa (MCSA) erhielt. Es folgte eine Tätigkeit als Seelsorger an der Universität von Natal in Pietermaritzburg. In dieser Funktion wirkte er von 1957 bis 1960 und während dieser Zeit heirateten er und Jennifer Frances Clark.
In den Folgejahren unternahm Boraine einige Studienaufenthalte an ausländischen Einrichtungen. Der erste Abschnitt begann am Mansfield College in Oxford und einem Masterabschluss, danach an der Drew University in Madison. Im Jahre 1965 verließ er Drew vorzeitig, um den Ruf seiner Kirche in die Funktion des Generalsekretärs ihrer Jugendabteilung zu folgen. Seine bereits begonnene Dissertation auf dem Gebiet der Historischen und Systematischen Theologie beendete er 1969 mit dem Ph.D. an der Graduate School von Drew. In der Zeit von 1966 bis 1968 war Boraine an der University of Natal als Dozent tätig. An dieser Hochschule war er zudem als Seelsorger ehrenamtlich tätig.
Im Jahr 1965 war Boraine der Progressive Party beigetreten. Hier wirkte er viele Jahre im Hintergrund mit unterstützenden Aktivitäten. Durch sein politisches Engagement wurde Boraine zu einem der bekanntesten weißen Anti-Apartheid-Aktivisten in der südafrikanischen Gesellschaft.
Inzwischen hatte er an vielen Orten Südafrikas Eindrücke von den Lebensverhältnissen der Kirchenmitglieder und ihrem sozialen Umfelds sammeln können. Der dabei entstandene Gesamteindruck erzeugte in seinem Bewusstsein eine wachsende Besorgnis um die Zukunft des Landes. Weitreichende Veränderungen für die wirtschaftliche und gesellschaftliche Situation der lokalen Gemeinschaften unter der schwarzen, indischstämmigen und Coloured-Bevölkerung hielt er nun für ein Gebot der Zeit. Bei seinen sozialen Kontakten fielen ihm Widersprüche zwischen dem Alltagsverhalten vieler Menschen und ihrem Glaubensbekenntnis auf. 1970 wurde das Ansinnen an ihn herangetragen, für ein Parlamentsmandat zu kandidieren. Diesen Vorschlag lehnte Boraine ab, da ihm aus der kirchlichen Gemeinschaft signalisiert wurde, dass sein bisheriges Wirken innerhalb dieser von großer Bedeutung sei. Im selben Jahr wählten ihn Vertreter der Methodist Church of Southern Africa zu ihrem Präsidenten (1970–1972). Aus den Reihen der Progressive Party ergaben sich wieder Wünsche, seine Kontakte zu verschiedenen gesellschaftlichen Gruppen zu nutzen, um dort die Grundsätze der Progressive Party bekannt zu machen.
Im Jahr 1972 bot ihm das Bergbauunternehmen Anglo American die beratende Funktion als Employment Practices Consultant an. Mit dieser Aufgabe erhoffte er sich die Einflussnahme auf bestehende Arbeitsbedingungen der nicht-europäischstämmigen Bevölkerung, besonders auf den Gebieten der Arbeitsplatzgestaltung, Ausbildung, Beschäftigungsmöglichkeiten und Entlohnung. Dieser Posten stellte sich als eine schwierige Aufgabe heraus, ermöglichte ihm aber auch einen Spielraum für seine Auffassungen zur Verbesserung von Lebensverhältnissen unter der Belegschaft bei diesem damals größten Arbeitgeber für schwarze Arbeitskräfte.
Im Verlauf seiner Tätigkeit für Anglo American wuchs bei ihm die Überzeugung, dass die bestehende Gesetzgebung ein großes Hindernis für seine Vorstellungen sei. Zwangsläufig richtete sich nun seine Aufmerksamkeit stärker auf das Parlament (hier House of Assembly) und auf die dort existierende Opposition. Als die Wahlen für das Jahr 1974 näher kamen, wurde ihm wieder der Wunsch nach einer Abgeordnetenkandidatur aus der Progressive Federal Party (PFP) angetragen.  Wieder lehnte Boraine ab, weil er in seiner bisherigen Tätigkeit bei Anglo American stark gefordert war. Schließlich willigte er doch ein und gewann bei Nachwahlen zum Parlamentssitz im Wahlkreis Pinelands gegen zwei andere Kandidaten mit 34 Stimmen Vorsprung. Sein unerwarteter Sieg erweiterte die Zahl der Progressive-Party-Abgeordneten auf 7 Personen. Boraine wurde 1981 Sprecher für die Themen „Arbeit, Bildung und Gesundheit“. Bei den nachfolgenden Wahlen in den Jahren 1977 und 1981 konnte er das Parlamentsmandat verteidigen und dabei höhere Stimmenanteile erreichen. Ab 1980 war er der Sprecher dieser Abgeordnetengruppe (etwa Fraktionschef). Wiederholt forderte Boraine eine Parlamentskommission zur Untersuchung der Arbeitsbedingungen in der südafrikanischen Wirtschaft. Im Jahre 1977 berief die Regierung die Wiehahn-Kommission, die viele seiner zuvor öffentlich bekannt gewordenen Vorschläge aufgriff. Ein weiteres starkes Engagement entwickelte er infolge des Soweto-Aufstandes von 1976, wobei er die Regierung aufforderte, die Empfehlungen der De-Lange-Untersuchungskommission umzusetzen, da diese nach seiner Meinung vorteilhaft für die Bildungsentwicklung aller Südafrikaner wären.
Nach dem Ende seiner 12-jährigen Parlamentsarbeit im Jahre 1986 war Boraine zusammen mit Frederik van Zyl Slabbert an der Gründung des Institute for Democratic Alterbnative for South Africa (IDASA) beteiligt. Dort wirkte er vom Oktober 1986 bis Juli 1994 als Leitender Direktor. Wesentlichen organisatorischen Anteil hatte er an der 1987 in Senegal abgehaltenen Dakar-Konferenz, bei der sich Vertreter des ANC, der PFP und andere weiße Oppositionelle aus Südafrika getroffen haben. Ein weiteres Treffen unter seiner maßgeblichen Mitwirkung fand 1989 in Paris statt, bei dem südafrikanische Politiker und Unternehmer mit ANC-Vertretern über künftige Entwicklungsperspektiven des Landes konferierten. Im Jahr 1994 übernahm er als Direktor die Leitung des Institute for Justice in Transition, die er bis Dezember 1995 ausübte. Boraine konnte von dieser Position und als stellvertretender Vorsitzender der Wahrheits- und Versöhnungskommission (TRC) an Prozessen des Übergangs von der Apartheid zur Demokratie einflussreich mitwirken. Diese Funktion an der Spitze der TRC, neben Desmond Tutu, war hauptamtlich und er hatte sie bis zum 31. August 1998 inne.
Danach verließ Boraine aus beruflichen Gründen Südafrika und lebte in New York, wo er von 1999 bis 2005 an der New York University die Professur für Law and Global Law School Program übernahm. Zwischenzeitlich, vom März 2001 bis Juni 2004, war Boraine als Gründungspräsident am International Center for Transitional Justice beteiligt und wirkte ab Juni 2004 als Vorstandsvorsitzender dieser internationalen Institution.

## Ehrungen
- 1976: Fellow des Centre for International Affairs der Harvard University[1]
- 1977: Ehrendoktor der Drew University[1]
- 2014: Order of the Baobab in Silber, Republik Südafrika[7]

## Persönliches
Mit seiner Ehefrau Jennifer Frances hatte er eine Tochter und drei Söhne, Andrew, Catherine, Jeremy und Nicholas. Der familiäre Lebensmittelpunkt befand sich in Kapstadt. Alex Boraine verstarb am Morgen des 5. Dezember 2018 in seinem Wohnhaus im Kapstädter Stadtteil Constantia.

## Publikationen
- Dakar report back. Mowbray 1987
- A country unmasked. inside South Africa's Truth and Reconciliation Commission. Oxford University Press, Oxford 2000, ISBN 0195718054
- A life in transition. Zebra Press, Cape Town 2008, ISBN 9781770220126, Rezension.
- Whats gone wrong? : on the brink of a failed state. Jonathan Ball, Jeppestown 2014, ISBN 9781868425532